# فیزیک پلاسما و همجوشی کنترل‌شده
فیزیک پلاسما و همجوشی کنترل‌شده کتابی از اف. چن با ترجمهٔ صمد سبحانیان است که در سال ۱۳۶۹ منتشر و در مراسم کتاب سال جمهوری اسلامی ایران به‌عنوان کتاب شایسته تقدیر معرفی شد.